# بخش پلیزنت، شهرستان ماریون، اوهایو
بخش پلیزنت (به انگلیسی: Pleasant Township) یک منطقهٔ مسکونی در ایالات متحده آمریکا است که در شهرستان ماریون، اوهایو واقع شده‌است.
 بخش پلیزنت ۷۳٫۴ کیلومتر مربع مساحت و ۴٬۷۷۳ نفر جمعیت دارد و ۳۰۹ متر بالاتر از سطح دریا واقع شده‌است.